# Skriget i Vinternatten
Skriget i Vinternatten (originaltitel The Love Master) er en amerikansk stumfilm fra 1924 af Laurence Trimble.

## Medvirkende
- Lady Jule
- Lillian Rich som Sally
- Harold Austin som David
- Hal Wilson som Alec McLeod
- Walter Perry som Andrew Thomas Francis Joseph Mulligan
- Joseph Barrell